# UFC Fight Night: Smith vs. Teixeira
UFC Fight Night: Smith vs. Teixeira (también conocido como UFC Fight Night 171 y UFC on ESPN+ 29) fue un evento de artes marciales mixtas producido por Ultimate Fighting Championship que tuvo lugar el 13 de mayo de 2020 en el Jacksonville Veterans Memorial Arena en Jacksonville, Florida, Estados Unidos.

## Antecedentes
Debido a la pandemia de COVID-19, la UFC tuvo que cancelar dos eventos y posponer cuatro entre el 21 de marzo y el 2 de mayo. El 24 de abril anunciaron el regreso del UFC 249 en Jacksonville, Florida, con otros dos eventos programados en el mismo lugar el 13 y el 16 de mayo respectivamente.
El combate de peso semipesado entre Anthony Smith y Glover Teixeira, exaspirantes al Campeonato de Peso Semipesado de la UFC, fue el combate principal del evento. Inicialmente estaba previsto que encabezaran otro evento el 25 de abril, pero se canceló debido a la pandemia en curso.
El evento incluyó a peleadores que fueron retirados de otros eventos previamente cancelados, así como los siguientes combates:
- Un combate de peso nedio entre Karl Roberson y Marvin Vettori (también programado para el evento cancelado del 25 de abril en Lincoln, Nebraska).
- Un combate de peso pesado entre el exCampeón de Peso Pesado de la UFC, Andrei Arlovski y Philipe Lins (programado para UFC Fight Night: Hermansson vs. Weidman).
- Un combate de peso gallo femenino entre Sijara Eubanks y Sarah Moras (programado para el 18 de abril en UFC 249 en Brooklyn, Nueva York).

En el pesaje, Roberson pesó 187.5 libras, una libra y media por encima del límite de la división de peso medio. Se le impuso una multa del 20% de su pago, que fue a parar a manos de su oponente Vettori, y se esperaba que el combate se celebrara con un peso acordado. Sin embargo, el combate se canceló el mismo día del evento debido a problemas médicos causados por el intento de Roberson de reducir el peso.

## Premios de bonificación
Los siguientes luchadores recibieron bonificaciones de $50000 dólares.
- Pelea de la Noche: Brian Kelleher vs. Hunter Azure
- Actuación de la Noche: Glover Teixeira y Drew Dober

## Pagos reportados
A continuación se indican los pagos efectuados a los púgiles según la Comisión de Boxeo del Estado de Florida. No incluye el dinero de los patrocinadores y tampoco incluye las tradicionales bonificaciones de la UFC por "noche de pelea". El pago total declarado para el evento fue de $1,175,000 dólares.
- Glover Teixeira: $230,000 dólares derr. Anthony Smith: $130,000 dólares
- Ben Rothwell: $260,000 dólares derr. Ovince Saint Preux: $95000 dólares
- Drew Dober: $166,000 dólares derr. Alexander Hernandez: $36000 dólares
- Ricky Simón: $60000 dólares derr. Ray Borg: $46000 dólares
- Andrei Arlovski: $325,000 dólares derr. Philipe Lins: $80000 dólares
- Thiago Moisés: $24000 dólares derr. Michael Johnson: $83000 dólares
- Sijara Eubanks: $66000 dólares derr. Sarah Moras: $23000 dólares
- Omar Morales: $24000 dólares derr. Gabriel Benítez: $40000 dólares
- Brian Kelleher: $60000 dólares derr. Hunter Azure: $12000 dólares
- Chase Sherman: $28000 dólares derr. Ike Villanueva: $12000 dólares

## Consecuencias
El 20 de octubre, se anunció que la USADA emitió una suspensión de nueve meses para Chase Sherman, después de que diera positivo por anastrozol como resultado de una muestra en competición.